# Wereldkampioenschappen synchroonzwemmen 1978 – Duet vrouwen
Het duet vrouwen tijdens de wereldkampioenschappen synchroonzwemmen 1978 vond plaats in West-Berlijn, Duitsland.

## Uitslag
| Rang   | Naam                                        | Land                | Finale   | Finale |
| Rang   | Naam                                        | Land                | Punten   | Rang   |
| ------ | ------------------------------------------- | ------------------- | -------- | ------ |
| Goud   | Michelle Calkins Helen Vanderburg           | Canada              | 183,3000 | 1      |
| Zilver | Masako Fujiwara Yasuko Fujiwara             | Japan               | 181,8420 | 2      |
| Brons  | Michele Barone Pam Tryon                    | Verenigde Staten    | 180,7580 | 3      |
| 4      | Jacqueline Cox Andrea Holland               | Verenigd Koninkrijk | 170,9580 | 4      |
| 5      | Renata Baur Caroline Sturzenegger           | Zwitserland         | 164,1250 | 5      |
| 6      | Ines Brormann Gudrun Hänisch                | Duitsland           | 160,1340 | 6      |
| 7      | Catrien Eijken Marijke Engelen              | Nederland           | 158,1670 | 7      |
| 8      | Mireya Andrade Gabrielle Terroba            | Mexico              | 157,7500 | 8      |
| 9      | Anne Breekveldt Sally Ann Jenkins           | Nieuw-Zeeland       | ?        | 9      |
| 11     | Kerstin Appelstorm Helene Karstrand Palstam | Zweden              | 134,9760 | 11     |